# Curdlana
Goma curdlana é uma goma produzida pelas espécies de Alcalígenes fecalis, sendo sua composição D-Glucose juntas na ligação 1,3. É usada como espessante de alimentos e também como estabilizante.